# Lorne Brass
Pour les articles homonymes, voir Brass (homonymie).
Lorne Brass est un acteur et un réalisateur canadien, né à Ottawa (Canada) le 26 mars 1959.

## Filmographie

### Acteur

#### Cinéma
- 1987 : Un zoo la nuit : George
- 1990 : Cargo : Musicien
- 1990 : Docteur Norman Bethune (Bethune: The Making of a Hero) : Reporter 1
- 1990 : Ding et Dong, le film : Max
- 1991 : Shadows of the Past : Haaring
- 1992 : Léolo : Fernand's Enemy
- 1994 : Bolt : Eagle
- 1995 : Smoke Bellou : Stein
- 1996 : Joyeux Calvaire : Stanley
- 1998 : Hysteria : Sheriff Grierson
- 1998 : 2 secondes : Manager Team GT
- 1999 : Le Dernier Souffle : McKee - FBI
- 2001 : Dead Awake : Udo Magik
- 2007 : La Capture : professeur / directeur

#### Télévision
- 1989 : Day One : Klaus Fuchs
- 1990 : Frontière du crime (Double Identity) : Jim the Mechanic
- 1992 : Scoop : Dr.Peterson
- 1993 : Urban Angel : Luke
- 1993 : Vendetta II: The New Mafia : Blades
- 1994 : Shabbot Shalom : Leibovitch
- 1994 : Bari (Baree) : Taggart
- 1995 : Kazan : Taggart
- 1996 : Windsor Protocol : Lead Terrorist
- 1996 : Chercheurs d'or : Stine
- 1997 : Les Bâtisseurs d'eau : Fletcher
- 1997 : Lobby : Mckay
- 1997 : In the Presence of Mine Enemies : Doctor
- 1998 : Réseaux : Rich Gerber
- 1999 : Chantage sans issue (36 Hours to Die) : Dan Taylor
- 2000 : Nuremberg ("Nuremberg") : Priest
- 2001 : Varian's War : Lion Feuchtwanger
- 2002 : Le Dernier chapitre : La Suite : Danny Lazarus
- 2004 : Les Bougons : Max Greenberg
- 2005 : 11 Somerset : John Marsan
- 2006 : Confiance fatale

### Réalisateur
- 1991 : Press One to Connect